# Arquebisbat d'Arequipa
L'arquebisbat d'Arequipa (espanyol:  Arquidiócesis de Arequipa; llatí: Archidioecesis Arequipensis) és una seu metropolitana de l'Església catòlica. El 2012 tenia 1.045.555 batejats d'un total d'1.163.131 habitants. Actualment està regida per l'arquebisbe Javier Augusto Del Río Alba.

## Territori
L'arxidiòcesi comprèn les províncies d'Arequipa, Caylloma i Islay, a la regió peruana d'Arequipa.
La seu arxiepiscopal és la ciutat d'Arequipa, on es troba la catedral de Santa Maria.
El territori s'estén sobre 26.306 km² i està dividit en 73 parròquies, agrupades en 11 vicariats.

### Provincia eclesiàstica
La província eclesiàstica d'Arequipa, instituïda el 1943, comprèn 5 sufragànies:
- prelatura territorial d'Ayaviri
- prelatura territorial de Chuquibamba
- prelatura territorial de Juli
- bisbat de Puno
- bisbat de Tacna i Moquegua

## Història
La diòcesi d'Arequipa va ser erigida el 16 d'abril de 1577 mitjançant la butlla Apostolatus officium del Papa Gregori XIII, prenent el territori de l'arxidiòcesi de Lima. Tot i això, l'erecció de la diòcesi no entrà en vigor fins a l'autorització del Papa Pau V el 1609. Originàriament era sufragània de la mateixa arxidiòcesi de Lima.
El 1614 s'establiren els límits diocesans.
El 1619 s'instituí el seminari diocesà, que començà a funcionar el 1622.
El 1880 cedí una porció del seu territori per tal que s'erigís el vicariat apostòlic de Tarapacá (avui bisbat d'Iquique).
El 20 de desembre de 1929 cedí una nova porció del territori a benefici de la mateixa diòcesi.
El 23 de maig de 1943 va ser elevada al rang d'arxidiòcesi metropolitana en virtut de la butlla Inter praecipuas del Papa Pius XII.
El 18 de desembre de 1944, el 21 de novembre de 1957 i el 5 de juny de 1962 cedí noves porcions de territori per tal que s'erigissin, respectivament, la diòcesi de Tacna (avui bisbat de Tacna i Moquegua) i de les prelatures territorials de Caravelí i de Chuquibamba.

## Cronologia episcopal
- Antonio de Hervías, O.P. † (15 d'abril de 1577 - 9 de gener de 1579 nomenat bisbe de Verapaz)
- Cristóbal Rodríguez Juárez, O.P. † (16 de gener de 1612 - 4 de novembre de 1613 mort)
  - Juan de las Cabezas Altamirano, O.P. † (16 de setembre de 1615 - 19 de desembre de 1615 mort) (bisbe electe)
- Pedro de Perea Díaz, O.S.A. † (4 de setembre de 1617 - 28 de maig de 1630 mort)[1]
- Pedro de Villagómez Vivanco † (2 d'agost de 1632 - 16 de juliol de 1640 nomenat arquebisbe de Lima)
- Agustín de Ugarte y Sarabia † (19 de novembre de 1640 - 21 d'octubre de 1647 nomenat bisbe de Quito)
- Pedro Ortega Sotomayor † (16 de desembre de 1647 - 27 de novembre de 1651 nomenat bisbe de Cusco)
- Gaspar de Villarroel, O.S.A. † (11 de desembre de 1651 - 27 de gener de 1659 nomenat arquebisbe de La Plata o Charcas)[2]
- Juan de Almoguera, O.SS.T. † (17 de febrer de 1659 - 27 de novembre de 1673 nomenat arquebisbe de Lima)
- Juan de la Calle y Heredia, O. de M. † (1 d'octubre de 1674 - 15 de febrer de 1676 mort)
- Antonio de León y Becerra † (14 de juny de 1677 - 28 d'agost de 1708 mort)
- Juan de Argüelles, O.S.A. † (21 de març de 1711 - 23 de gener de 1713 mort)[3]
- Juan Bravo Otálora de Lagunas † (19 de novembre de 1714 - 27 de setembre de 1723 mort)
- Juan Cabero y Toledo † (11 de juny de 1725 - 20 de març de 1741 mort)
- Juan Bravo del Rivero y Correa, C.O. † (28 de gener de 1743 - 22 de maig de 1752 mort)
  - Juan González Melgarejo, C.O. † (26 de novembre de 1753 - 6 de març de 1754 mort) (bisbe electe)
- Jacinto Aguado y Chacón, C.O. † (17 de febrer de 1755 - 18 de juliol de 1763 nomenat bisbe d'Osma)
- Diego Salguero de Cabrera, C.O. † (18 de juliol de 1763 - 2 de desembre de 1769 mort)
- Manuel de Abad y Illana, O.Praem. † (17 de juny de 1771 - 1 de febrer de 1780 mort)
- Miguel de Pamplona González Bassecourt, O.F.M.Cap. † (10 de desembre de 1781 - 10 de desembre de 1784 renuncià)[4]
- Pedro José Chávez de la Rosa † (18 de desembre de 1786 - 9 de maig de 1805 renuncià)
- Luis Gonzaga de la Encina Díaz y Pereiro † (9 de setembre de 1805 - 16 de gener de 1816 mort)
- José Sebastian de Goyeneche y Barreda † (14 d'abril de 1817 - 26 de setembre de 1859 nomenat arquebisbe de Lima)
- Bartolomé Herrera Vélez † (26 de setembre de 1859 - 10 d'agost de 1864 mort)
- Juan de la Cruz Calienes Olazabal, O.F.M. † (27 de març de 1865 - 26 de juny de 1867 mort)
- Juan Benedicto Torres Romero † (22 de juny de 1868 - 8 de gener de 1880 mort)
- Juan María Ambrosio Huerta Galván † (20 d'agost de 1880 - 27 de juny de 1897 mort)
- Manuel Segundo Ballón Manrique † (24 d'agost de 1898 - 1906 renuncià)[5]
- Mariano Holguín y Maldonado, O.F.M. † (30 de maig de 1906 - 24 de desembre de 1945 mort)
- Leonardo José Rodríguez Ballón, O.F.M. † (13 de juny de 1946 - 26 de setembre de 1980 renuncià)
- Fernando Vargas Ruíz de Somocurcio, S.J. † (26 de setembre de 1980 - 2 de març de 1996 jubilat)
- Luis Sánchez-Moreno Lira † (2 de març de 1996 - 29 de novembre de 2003 jubilat)
- José Paulino Ríos Reynoso (29 de novembre de 2003 - 21 d'octubre de 2006 renuncià)
- Javier Augusto Del Río Alba, des del 21 d'octubre de 2006

## Estadístiques
A finals del 2012, la diòcesi tenia 1.045.555 batejats sobre una població d'1.163.131 persones, equivalent al 89,9% del total.
| any  | població  | població  | població | sacerdots | sacerdots       | sacerdots       | sacerdots             | diàques | religiosos | religiosos | parroquies |
| ---- | --------- | --------- | -------- | --------- | --------------- | --------------- | --------------------- | ------- | ---------- | ---------- | ---------- |
| any  | batejats  | total     | %        | total     | clergat secular | clergat regular | batejats por sacerdot | diàques | homes      | dones      |            |
| 1949 | 450.500   | 450.500   | 100,0    | 150       | 72              | 78              | 3.003                 |         | 10         | 300        | 51         |
| 1959 | 280.000   | 297.542   | 94,1     | 151       | 59              | 92              | 1.854                 |         | 183        | 183        | 42         |
| 1966 | 400.000   | 420.000   | 95,2     | 175       | 64              | 111             | 2.285                 |         | 289        | 479        | 41         |
| 1968 | 427.500   | 450.000   | 95,0     | 148       | 52              | 96              | 2.888                 |         | 141        | 458        | 39         |
| 1976 | 398.284   | 419.247   | 95,0     | 109       | 48              | 61              | 3.653                 |         | 117        | 350        | 52         |
| 1980 | 513.000   | 545.000   | 94,1     | 119       | 45              | 74              | 4.310                 |         | 129        | 266        | 67         |
| 1990 | 651.000   | 940.000   | 69,3     | 153       | 68              | 85              | 4.254                 |         | 155        | 257        | 57         |
| 1999 | 771.660   | 857.400   | 90,0     | 198       | 82              | 116             | 3.897                 |         | 213        | 290        | 75         |
| 2000 | 787.000   | 874.500   | 90,0     | 199       | 86              | 113             | 3.954                 |         | 190        | 299        | 72         |
| 2001 | 802.791   | 891.990   | 90,0     | 192       | 86              | 106             | 4.181                 |         | 151        | 295        | 72         |
| 2002 | 818.846   | 909.829   | 90,0     | 190       | 90              | 100             | 4.309                 |         | 180        | 332        | 72         |
| 2003 | 835.223   | 928.025   | 90,0     | 188       | 91              | 97              | 4.442                 |         | 171        | 304        | 72         |
| 2004 | 835.223   | 928.025   | 90,0     | 183       | 88              | 95              | 4.564                 |         | 171        | 304        | 71         |
| 2006 | 857.000   | 952.000   | 90,0     | 177       | 76              | 101             | 4.841                 |         | 169        | 262        | 74         |
| 2012 | 1.045.555 | 1.163.131 | 89,9     | 183       | 96              | 87              | 5.713                 |         | 181        | 320        | 73         |